# Paramacay
Paramacay, cacique de Venezuela de origen cumanagoto, vivió en la segunda mitad del siglo XVI. Su territorio estaba ubicado entre la costa de Barlovento en el estado Miranda y Catia La Mar en el estado Vargas.